# Ключева (Увинський район)
Ключева́ (рос. Ключевая) — присілок у складі Увинського району Удмуртії, Росія.

## Населення
Населення — 17 осіб (2010; 19 в 2002).
Національний склад станом на 2002 рік:
- татари — 42 %
- удмурти — 37 %

## Урбаноніми[3]
- вулиці — Берегова